# Beaulieu-sur-Sonnette

Beaulieu-sur-Sonnette este o comună în departamentul Charente, Franța. În 1 ianuarie 2022 avea o populație de 222 de locuitori.